# Billungowie

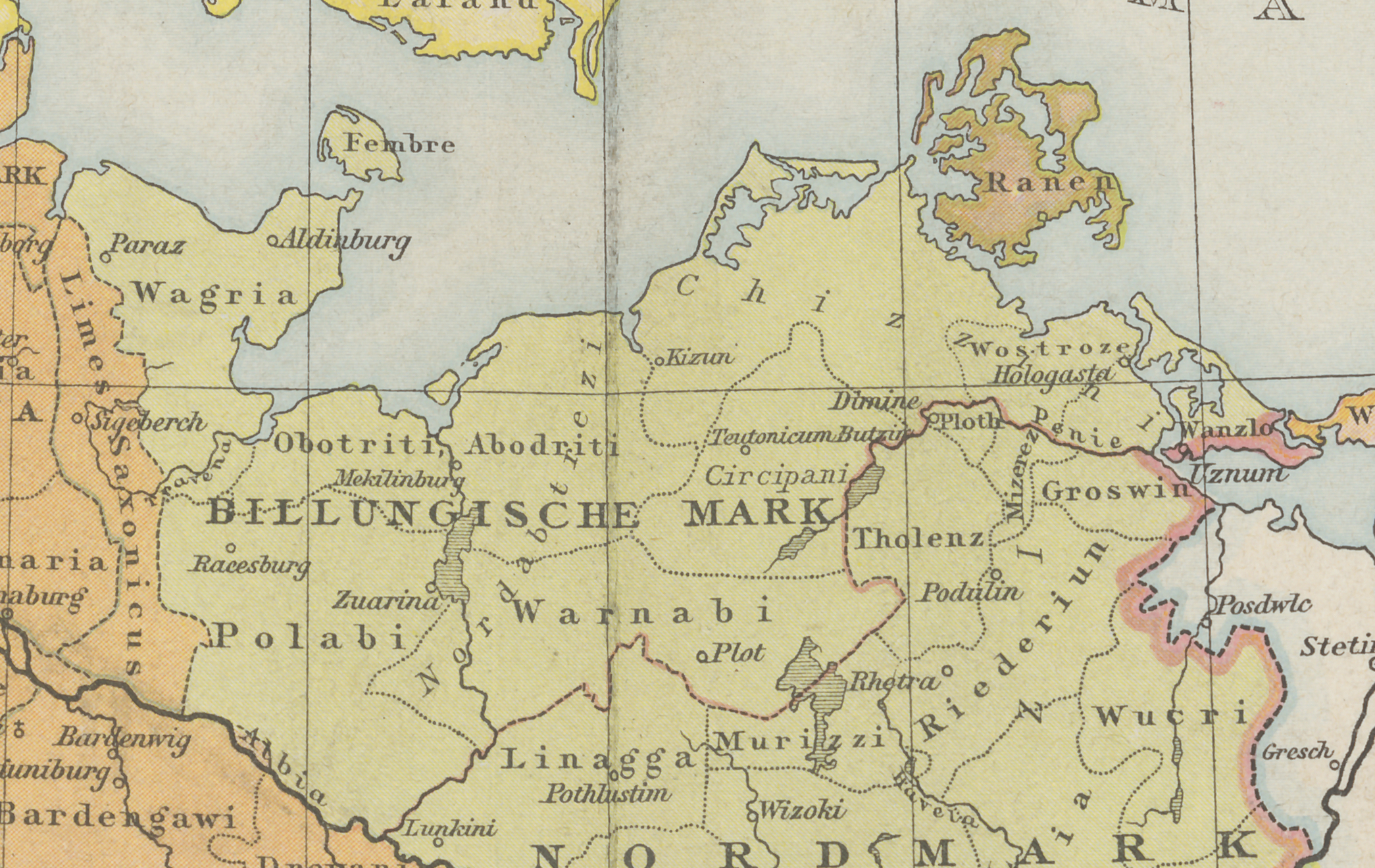
Marchia Billungów

Marchia Billungów

Billungowie – wspólna nazwa kilku niemieckich rodów i dynastii żyjących na terenach średniowiecznej Saksonii od X w. do początków XII w. 
Pierwszą osobą z rodu Billungów, o której wspominają źródła historyczne był hrabia Wichman, wspomniany w źródłach w 811 roku. Kolejną osobą z tego rodu wzmiankowaną w źródłach była najprawdopodobniej Oda (zm. 913), o której wiadomo, że była córką Billunga i została żoną Ludolfa (zm. 866), protoplasty saskiej dynastii Ottonów. 
Wzrost znaczenia i potęgi rodu Billungów sięga czasów panowania króla Ottona I, który na północnej granicy księstwa Saksonii stworzył marchię, która miała chronić Saksonię przed atakami słowiańskich Obodrytów. Na czele Marchii z tytułem princeps militiae stanął Hermann Billung (urodz. ok. 905/915 r.), a obszar którym zarządzał z ramienia króla został nazwany później Marchią Billungów. 
Hermann Billung, najznamienitszy przedstawiciel dynastii, w 936 roku został mianowany margrabią, od 953 zastępował cesarza w całym księstwie Saksonii, a od 961 roku przejął pełnię władzy w tym księstwie. Jego następcy przyjęli tytuł księcia (dux) Saksonii. 
Z rodu Billungów pochodził również Wichman Młodszy (zm. 967), walczący z księciem Mieszkiem I.
Potomkowie Hermanna Billunga panowali w Saksonii do roku 1106, kiedy to zmarł ostatni męski przedstawiciel dynastii Magnus. Starsza córka Magnusa, Wulfhilda wyszła za Henryka IX Czarnego z dynastii Welfów, młodsza Eilika poślubiła Ottona Bogatego z dynastii askańskiej (ich synem był Albrecht Niedźwiedź). Po śmierci ostatniego Billunga Saksonia przypadła Lotarowi z Supplinburga, późniejszemu królowi Niemiec i cesarzowi.